# Tower (ward)
Pour les articles homonymes, voir Tower.

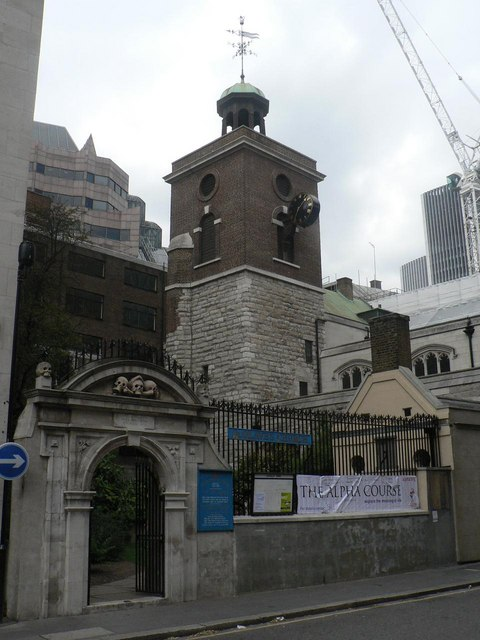
Église St Olave.

Tower est le nom de l'un des 25 wards (quartiers traditionnels) de la Cité de Londres. Il doit son nom au fait qu'il se trouve à proximité de la Tour de Londres.

## Édifices
Il possède plusieurs églises caractéristiques dont :
- All Hallows-by-the-Tower
- St Olave